# 울산 단층
울산 단층(蔚山 斷層, Ulsan Fault)은 한반도 경상 분지 내 대한민국 경상북도 경주시에서 외동읍 모화리를 거쳐 울산광역시 울산만의 태화강 하구까지 이어지는 북북서-남남동 방향, 총 연장 40 km의 활성단층이다. 이 단층은 기존의 지질도폭에서 보고되지 않았지만 김서운(1973)에 의해 최초로 존재가 인지된 후 현재까지의 지질학적 연구들로 울산 단층 동측에 다수의 제4기 단층의 노두들이 보고되었다. 울산 단층은 역단층이 우세한 사교 이동 단층으로 알려져 있다.

## 울산 단층에 대한 지형·지질학적 연구
울산 단층의 중부인 외동읍 부근에는 중생대 백악기에 관입한 불국사 화강암이, 남부에는 경상 분지의 퇴적암 하양층군이, 동부에는 신생대 퇴적암이 분포한다. 울산 단층은 또한 월성원자력발전소에서 15 km정도 떨어져 있다.

### 1980년대 이전
김서운(1973)은 울산만에서 울산광역시 북구 동천강 지역으로 이어지는 북북서-남남동 주향의 추정 단층을 인지하고 이를 울산 단층이라 명명하였다. 이 울산 단층은 울산광역시 농소동에서 주향이 북북동으로 변하면서 양남면 신대리로 이어지고 이후 화강암체에 의해 끊어진다. 이후 후 울산만-경주 간 단층을 울산 단층으로 정하고, 충적 지대를 통과하고 있어 노두는 확인되지 않았으나 양산 단층 이전에 형성되었으며 화강암 관입 이전에 생성된 것으로 보았다.

### 1990년대
이기화와 엄창렬(1992)은 경주-울산 지역에서 전기 비저항 탐사법을 실시하여 울산 단층과 관련된 낮은 비저항대를 발견하고, 경주시 외동읍 모화리에서 단층 파쇄대가 미약하게 발달하고 있으나 그 남북으로 갈수록 규모가 점점 확대되는 것을 근거로 울산 단층을 모화리를 기준으로 북부와 남부 두 구역(segment)으로 나누었다. 박창업과 강대진(1994)는 항공자력 자료 해석으로 경주시 남부 자력단면도 모델 계산을 통해 북북서-남남동 방향의 선상구조를 인지하였다. 자력단면계의 모델계산으로 울산 단층 상부의 최대 깊이와 폭은 각각 1 km 와 3 km에 달하는 것으로 확인하였고 이 파쇄대에서는 광역적 응력에 의해 느리고 지속적인 변형이 일어나 충분한 변위를 발생시킬 수 있는 지진의 발생은 없을 것이라고 예상하였다. 일본의 오카다 외(1998)는 경주시 외동읍 말방리의 사곡저수지 북쪽에서 처음으로 단층의 노두를 보고하였고 울산 단층계를 전형적인 역단층 운동의 예시라고 설명하였다.
황상일(1998)은 경주시 하동과 마동 주변 선상지의 항공사진 판독과 야외답사를 통해 선상지 형성 과정과 울산 단층의 활동에 의한 지형면 변위를 조사하였다. 울산 단층은 단층면의 동쪽 지괴가 동해 쪽에서 오는 횡압력에 의해서 서쪽 지괴 위로 밀고 올라간 역단층이며, 신생대 제4기 역층을 변위시키고 있는 활성단층이다. 울산 단층은 불국사 산맥 서쪽 사면의 경사를 매우 급하게 하여 선상지 형성에 유리한 조건을 형성하였다. 하동 남쪽 선상지 고위면의 변위량은 10.5 m로 측정되었다.
손호웅 외(1999)는 경주시 남부 입실 지역에서 울산 단층의 지하 심부 지질구조 탐사를 위해 고주파수대역 자기지전류(High-frequency MT) 및 전기 비저항 탐사를 실시하였다. 고주파수 탐사결과 말방리 지역에서 낮은 전기 비저항을 보이며 서쪽으로 20°의 경사를 가진 2개의 저비저항대가 관찰되었다. 이 서경사의 저비저항대는 입실 단층과 관련한 단층활동과 연계되는 것으로 해석된다.

### 2000년대
황상일과 윤순옥(2001)은 울산 단층의 운동이 경주-울산 간 단층곡의 선상지 발달에 기여한 것으로 보았으며 불국사 울산 지역까지 거의 같은 양식의 단층 운동이 작용한 것으로 판단하였다.
장태우(2001)는 울산 단층 동편의 왕산 단층, 마동 단층, 감산사 단층, 원원사 단층, 개곡 단층, 입실 단층을 분석하고 울산 단층 동측의 제4기 지구조 운동을 연구하였다. 지형상으로 울산 단층 동쪽 산지의 고도가 높고 토함산-방어진 간 능선이 직선적이며 울산 단층을 향한 산사면이 가파르며 제4기 단층 대부분이 남-북 주향에 동쪽으로 경사졌고 상반이 서측으로 상승한 역단층이라는 점을 들어, 동쪽 지괴가 크게 융기했으며 플라이스토세 후기에 동-서 방향의 압축응력 하에서 기존 단층들이 재활동한 것으로 보았다.
류충렬 외(2002)는 경주시 외동읍 개곡리 일대에 분포하는 5조의 단층(개곡 1~5단층)을 발견하고, 개곡리의 제4기 단층들이 기반암 내 단층을 따라서 발달하고 있어 기존의 단층이 재활한 것으로 보았으며 이들 제4기 단층들은 서로 사교하고 있어 울산 단층 동편의 제4기 단층이 단일면이 아니라 일정 간격을 두고 다수의 면으로 발달한다고 보았다.
김기영 외(2002)는 경주시 남부 울산 단층의 중부 지역에서 울산 단층을 가로질러 탄성파 굴절법조사를 실시하였다. 굴절파 주시 토모그래피(Refraction travel-time tomography) 조사 결과 기반암 내의 몇몇 수직단층과 기반암 상부층 내 역단층과 습곡이 확인되었으며 이로부터 기반암에 발달한 경사가 거의 수직인 주향 이동 단층이 신생대 제4기에 들어서 역단층 운동으로 재활성된 것으로 해석하였다.
장태우와 채연준(2004)은 개곡 1, 2단층, 신계 단층, 마동 단층, 진현 단층 5개 단층에 발달한 단층비지대의 단층 작용과 열수 활동에 대해 연구하였다. 단층비지대에서는 녹렴석, 방해석, 황동석 등이 열수광물로 산출되며 칼륨-아르곤 연대 측정에 의하면 열수활동을 수반한 단층 작용은 신생대 고제3기 에오세에서 올리고세(29.0~44.3 Ma)에 걸쳐 활발히 발생한 것으로 나타나 이들 제4기 단층의 단층비지대는 제4기에 단층이 재활되기 전 더 옛날에 있었던 단층 활동의 산물로 추정되었다.
김기영 외(2008)는 울산 단층대의 지하구조를 규명하기 위하여, 울산광역시 북쪽 동천강 계곡에서 고분해능 탄성파 굴절법(high-resolution seismic refraction), 반사법 탐사와 중력탐사를 실시하였다. 지구물리학적 탐사 결과 몇몇의 수직 단층과 꽃구조를 보이는 역단층이 확인되었다. 연구진들은 울산 단층대가 백악기에 남-북 방향의 주향이동 운동으로 형성되었고, 일부 단층들이 신생대 제3기 혹은 제4기에 동서방향의 압축응력에 의하여 재활성된 것으로 해석하였다.

### 2010년대
김병우 외(2011)는 울산광역시 지역의 지하수 대수층을 분석하고, 울산 단층을 중심으로 지하수가 유동하고 있음을 확인하였다. 대수층은 충적충, 풍화대, 기반암으로 구성되는데 충적층과 풍화대는 울산 단층을 따라 넓고 두껍게 나타난다.
최진혁 외(2015)는 울산광역시 북구 매곡동의 산업단지 조성공사로 새롭게 발견된 단층의 노두를 조사하였고, 이 지점은 울산 단층의 일부인 것으로 해석하였다. 이 단층의 단층비지 내에 포함된 유기물의 방사성 탄소연대에 기초해 추론된 단층의 최후기 운동시기는 33,275±355년 전 이후로 제한된다. 그리고 연구 지역 일대에서 울산 단층과 연일구조선이 분지/결합하는 것으로 해석하였다.
황학수 외(2017)는 경주시 외동읍 구어리 일대에서 지표 지질조사와 지구물리탐사를 수행하고 이 지역에서 북동 14°주향의 동래 단층이 외동읍 입실리 입실교 부근에서 울산 단층과 교차하는 것으로 해석하였다.
이광률 외(2018)는 경주시에서 울산광역시까지 울산 단층 전 구간을 따라 단층 지형을 연구하였다. 지형적으로, 울산 단층의 북부 경주시 강동면에서는 선형성이 약하고 좁고 굽은 계곡을 이루지만 그 남쪽의 경주시 천북면에서는 폭이 2.5 km인 곡저(谷底) 분지 형상의 지형과 갈곡 단층이 보고된 선상지가 발달하며 벤치 지형이 나타나는 경주시 천군동과 하동 일대에서는 크게 2개의 줄기로 단층곡이 나뉘면서 폭이 매우 좁아진다. 울산 단층의 중부에서는 양산 단층과의 합류부인 경주시 황성동에서 외동읍 입실리로 이어지는 폭 1.5~2.0 km의 넓은 단층곡과, 경주시 진현동에서 외동읍 모화리로 이어지는 1.5~2.5 km 폭을 이룬 단층곡이 나란히 발달하며 이들 곡저부의 동측에는 선상지 및 벤치, 단층 와지, 변위 및 굴절하도와 같은 단층 지형이 연속적으로 발달한다. 울산 단층의 남부에서는 울산광역시 북구 중산동에서 울산만 옆의 염포동까지 폭 1.0~2.5 km의 선형곡이 나타나며 이곳에서도 선상지와 벤치, 변위 및 굴절하도와 같은 단층 지형이 발달한다.

### 2020년대
김태형 외(2021)는 원원사 단층 제2지점을 조사하고 3,600년 전에 단층 활동이 있었던 것으로 해석하였다.

## 울산 단층과연일구조선
연일구조선(延日構造線, Yeonil Tectonic Line)은 1997년 김인수 등에 의해 최초로 존재가 확인되었으며, 신생대 마이오세에 한반도 남동부에서 발생한 지각 변형을 규제하는 서쪽 한계선으로 규정된다.

### 배경
신생대 마이오세에, 지각변형으로 인해 한반도 남동부에는 활발한 단층운동과 함께 도처에 소규모 퇴적분지들이 형성되었으며 지괴들이 30~50°시계 방향으로 수평으로 회전했다. 과거에는 이러한 분지의 발달과 지괴의 회전 운동은 동해가 확장하면서 한반도 남동부의 주요 구조선인 양산 단층과 울산 단층이 우수향 주향이동으로 활동한 결과로 해석되었다. 김인수와 강희철(1989)은 제3기 분지에서 고지자기 연구를 실시하여, 포항 이남 제3기 분지의 지층들이 1600만 년 전 중기 마이오세 이후 시계방향으로 평균 약 55°회전하였고 이러한 회전 운동은 양산 단층의 우수향 주향이동을 일으켰으며 이는 동해의 확장에 기인한 것이라고 설명하였다. 김인수(1992)는 제3기 분지에서 관찰되는 잔류 자기의 시계방향 회전이 동해의 확장에 기인한 우수향 전단작용에 의한 것이라고 주장하였다. 민경덕 외(1994) 역시 어일, 장기, 포항 분지에 분포하는 암석의 잔류자기를 분석하여 연일층군에 대해 장기층군, 범곡리층군 등이 시계방향으로 50.8°회전했고 이러한 수평회전운동은 약 15~16 Ma에 동해의 확장운동과 관련하여 양산 단층의 우수향 주향이동에 기인한 것으로 설명하였다. 손문 외(1996)는 울산광역시 동부에 분포하는 정자 분지의 잔류자기가 시계 방향으로 수평편향된 것이 동해의 북북서-남남동 방향의 확장 운동에 기인한 것으로 해석했다. 이윤수 외(1999)는 양산 단층의 우수향 운동에 의한 회전 운동이 연일층군 퇴적 이전인 17.3 Ma에 일어났다고 설명했다.
그러나 양산 단층과 울산 단층 일대에서 실시된 일련의 고지자기 및 지질학적 연구에서는 이러한 견해에 강한 의문을 제기하며 마이오세 지각변형을 규제한 새로운 구조선(構造線)으로 연일구조선의 존재를 제안하였다. 우선 강희철 외(1996) 양산 단층 지역에서 실시된 고자기(Palaeomagnetic) 연구 결과 단층 양편의 암석에서 잔류 자기의 편향차가 인지되지 않아 양산 단층은 제3기 분지가 진화하는 동안에는 양산 단층의 우수향 주향이동이 미미했을 것으로 판단하였다. 뒤이어, 김인수 외(1997)는 제3기에 양산 단층의 운동이 미미했다면 그 옆에 있는 울산 단층이 제3기 분지의 형성과 진화 과정에 중요한 역할을 했을 것이라 예상하며 울산 단층 일원에서 고자기 연구를 실시했으나 울산 단층에서도 단층 양편의 암석들에서 잔류 자기의 편향차가 나타나지 않았다. (=즉, 울산 단층은 제3기에도 양산 단층과 같이 별로 활동하지 않았음) 그 대신 마이오세 분지 지역에서 전반적으로 나타나는 잔류자기의 시계방향 편향 현상이 한결같이 (울산 단층선과 거의 일치하는) 국도 제7호선으로부터 동쪽으로 약 6 km 이상 떨어진 지점에서만 관찰되었다. 이 편향자기 현상은 동해의 확장에 수반된 우향의 전단 작용으로 제3기 분지의 형성에 연관된 것으로 해석된다. 이로부터 연구진들은 울산 단층으로부터 동편으로 약 6 km 떨어져 잔류자기 편향지점이 나타나는 지점들 중 가장 서편에 위치한 지점을 연결하는 새로운 구조선을 상정하고, 제3기 분지의 발달에 지대한 역할을 한 이 구조선을 연일구조선으로 최초 명명했다.

### 둘의 관계
연일구조선의 최북단은 북서 30°방향으로 양산 단층계와 연결되며 포항 분지의 서측 경계를 형성하며 경주시 양남면 효동리에서 남-북 방향으로 분절되다가 최남단인 울산광역시 북구 호계동에서 북북동 방향으로 우수향 굴곡되어 울산 단층과 연결된다.
손문 외(1997)와 김인수 외(1998)는 연일구조선이 울산 단층 6 km 동쪽에서 울산 단층과 거의 평행하게 달릴 것으로 예상하였으나 손문 외(2002)가 경주시 양남면에서 울산광역시 북구 중산동에 이르는 연일구조선 남부에서 지질조사를 실시한 결과 연일구조선은 서로 다른 방향을 가지는 4개의 단층 분절(segment)로 나누어지며 남쪽으로 갈수록 우향으로 굴곡되어 울산 단층과 가까워지는 것을 확인하였다. 이들 4개의 분절은 각각 북북서, 남-북, 북북동의 주향을 가지며 폭 15~50 m의 파쇄대가 발달한다. 또한 이 연구의 결과 연일구조선 동편에는 대개 마이오세 지층들의 분포지를 규제하는 (동)북동 방향의 정단층들이 나타나며 연일구조선과 울산 단층 사이에서는 제4기 역단층들이 발견되었다. 이곳의 제4기 단층들은 노두가 위치한 지명을 따라 말방 단층, 입실 단층, 원원사 단층, 이화 단층으로 명명되었다.

## 제4기단층의 노두 (활성단층)
경주시 괘릉리-말방리-개곡리 주변에는 신생대 제4기층을 절단하는 제4기 단층들이 다수 분포한다. 이들은 지역명을 따 괘릉 단층, 말방 단층, 사곡지 단층, 절골 단층, 개곡 단층 등으로 명명되어 있다. 오카다 외(1998)에 의해 말방리 지역에서 처음 보고된 이후 현재까지 울산 단층의 동편에서 아래와 같이 수많은 제4기 단층의 노두가 발견되었다.

### 갈곡 단층
갈곡 단층은 경주시 천북면 갈곡리 일원의 동측 산사면에 분포하는 단층으로, 오카다 외(1999, 2001)에 의해 최초로 보고되었다. 갈곡 단층이 발달하는 지형은 남-북 방향의 단층곡을 따라 제3기 이암이 분포하며 부정합으로 단구퇴적층이 형성되어 있다. 갈곡리 지역은 항공사진 판독에 의해 울산 단층의 북쪽 연장선으로서 활단층에 의한 지형 변위가 인지된 곳이다. 선상지성 하안단구의 서쪽 말단부에는 단층에 의하여 형성된 단층애가 발달하며, 이 단층애는 동쪽이 융기한 지형이다. 이 단층애는 동쪽 지괴가 융기하여 서쪽 지괴를 충상하고 있는 역단층 운동에 의하여 형성되었다. 갈곡 단층은 K1, K2, 치실지점으로 구분된다.
- 갈곡 K1 단층 또는 갈곡 2단층(N 35°53'26.7", E 129°17'19.5")은 천북면 갈곡리 선상지성 하안단구에 발달한 단층으로 이곳에는 기반암인 제3기 흑색 이암층과 이를 부정합으로 덮는 두께 4 m 이상의 제4기층을 절단하는 두 조의 단층이 발달하고 있다. 첫 번째 단층(F1)은 기반암과 제4기 퇴적층의 경계 단층으로 폭 3 m의 파쇄대가 발달하는 단층의 주향은 북동 50°, 경사는 남동 70°이다. 두 번째 단층(F2)은 퇴적층 내에 발달하며 역층과 토양층을 절단하는 저각의 역단층으로 단층의 주향은 북동 9°, 경사는 남동 38°이다. F2 단층이 주 단층이고 F1 단층이 부수 단층으로 해석되었다. 적색토를 기준으로 한 수직 변위량은 트렌치 북쪽 벽면에서 2.4 m, 남쪽 벽면에서 1.8 m이다. 탄소-14 연대는 23,210±460 및 21,440±43 yr BP[35]로 측정되었다.[33]
- 갈곡 K2 단층 또는 갈곡 1단층(N 35°53'36.5", E 129°17'25.8")에는 기반암 없이 제4기 퇴적층만 관찰되며 주향 북서 20°, 경사 북동 18~40°의 단층은 동쪽 지괴가 융기한 역단층으로 지표로 가면서 단층의 경사는 완만해진다. 제4기 지층을 이용해 확인된 단층의 누적된 수직 변위량은 최대 2.5 m이다. 탄소-14 연대는 1,560±60, 13,760±140, 14,010±240, 25,750±240 yr BP이다.[33][34]
- 치실 단층 또는 갈곡 3단층(N 35°53'13.42", E 129°17'15.05")은 K1 단층의 남측 연장부에 위치하며 동측의 실트스톤과 서측의 역암과의 경계부가 통과하는 지역이다. 이 지역의 단층은 제4기 하안단구 역층을 변위시키며 이노우에(2006)[36]는 단층의 주향과 경사가 북동 15°및 북서 45°인 것으로 보고하였으나 기원서 외(2009)[37]는 이 단층을 갈곡 3지점으로 기재하고 단층의 주향을 북서 20°, 경사를 북동 60°및 30°으로 보고하였다. 탄소-14 연대는 2,840±140, -740±30, 4,930±40, 1,440±40, 7,910±50, 10,580±50 yr BP 740±30 yr BP[1]

### 물천리 지점
경주시 천북면 물천리 산 19-6 지역의 절개사면에서 아래 사진과 같이 대규모 단층의 노두가 드러났다. 이 단층은 북북동 주향에 동쪽으로 경사하여 단층 동측의 지층이 기울어 있고 아래 사진과 같이 수많은 미세 단층들이 관찰된다. 
경주시 천북면 물천리 지역 연일층군 천북 역암층과 역단층의 노두
- 노두 전경. 단층이 선명하게 드러나 있다.
- 역암층과 단층
북위 35° 52′ 29.7″ 동경 129° 17′ 00.4″ / 북위 35.874917°  동경 129.283444°
- 사진 속 30 cm 자가 있는 곳이 단층이다.
북위 35° 52′ 29.6″ 동경 129° 17′ 00.7″ / 북위 35.874889°  동경 129.283528°
- 휘어 있는 지층
북위 35° 52′ 29.8″ 동경 129° 17′ 00.7″ / 북위 35.874944°  동경 129.283528°
- 고각으로 경사한 지층 내에 발달하는 소규모 단층들
북위 35° 52′ 30.0″ 동경 129° 17′ 00.3″ / 북위 35.875000°  동경 129.283417°
- 단층 (자의 길이는 30 cm)
북위 35° 52′ 30.0″ 동경 129° 17′ 00.3″ / 북위 35.875000°  동경 129.283417°
- 주 단층의 단층핵 부분
북위 35° 52′ 30.1″ 동경 129° 16′ 59.8″ / 북위 35.875028°  동경 129.283278°
- 서쪽으로 고각 경사한 층리
북위 35° 52′ 30.6″ 동경 129° 17′ 01.3″ / 북위 35.875167°  동경 129.283694°

### 마동 단층
마동 단층은 경주시 하동에서 마동까지 발달한 3조의 단층이다. 가장 북쪽의 노두는 최초 보고자인 류충렬에 의해 하동 단층 혹은 오곡지 단층으로 불렸으나 현재는 일반적으로 마동 1단층으로 부른다. 마동 1단층 남쪽에 위치한 2개의 단층 노두는 윤순옥과 황상일(1999)에 의해 처음으로 보고되었다. 윤순옥과 황상일은 '불국사 단층선'을 따라 제4기 지형면을 변위시킨 역단층을 확인하였고 상반인 토함산 쪽 지괴가 하반에 해당하는 남서쪽 위로 올라간 것으로 추정하였다. 이들 3개의 단층을 연장해 보면 한 조의 단층으로 모아져 활성단층지도 및 지진위험지도 보고서(2012, 이하 활성단층 보고서)에서는 이들 모두를 마동 단층으로 정하였다.
- 마동 1단층은 경주시 마동 경주민속공예점으로부터 남동쪽으로 약 500 m 떨어진 논 절개사면(N 35°48' 1.9" E 129°18' 56.8") 또는 902번 도로 불국사-보문단지 도로변 향토식당 사이길 논(N 35°47'51.01", E 129°19'05.00")에 위치한다. 이 단층은 단층 서측 하반의 제4기 미고결 퇴적층이 단층 동측 상반의 안산암류 및 퇴적암류를 충상하는 역단층으로 폭 10 m 이상의 단층파쇄대가 형성되어 있다. 단층의 주향은 남-북~북동 22°, 경사는 남동 25~69°이며 단층경면은 마동 1단층이 역단층임을 지시한다. 단층비지에 대한 ESR 연대측정값은 320±30 ka 및 820±90 ka으로 측정되었다.[40][1]
- 마동 2N단층은 마동 1단층의 노두로부터 남남동쪽으로 약 700 m 지점(N 35°47'39.60", E 129°19'3.13")에 위치하며 하안단구의 고위면을 변위시킨 단층으로 하안단구 종단면에서 계산된 단층의 변위량은 약 10.5 m이다. 이 단층은 상반의 불국사 화강암이 주로 역암으로 구성된 하반의 제4기 퇴적층을 밀고 올라간 역단층이다. 제4기 역암층은 10 m 이상의 두께를 보이며 단층과 접한 부분에서 예인습곡의 양상을 보인다. 단층의 주향은 북서 22 또는 35~40°이며 경사는 북동 64 또는 45°이다.[13] 윤순옥과 황상일(1999)은 하안단구 고위면을 25~30만년 전에 해당하는 초기 리스빙기(Riss빙기, Marine oxygen Isotope Stage 8)에 대비하였고 수직 변위량 10.5 m와 대비해 마동 2N단층의 변위율을 0.033~0.042mm/yr로 추정하였다.[39] 경재복과 이기화(2006)는 중위면인 하안단구의 형성 시기는 60~150 ka이므로 단층의 변위 속도는 0.13mm 이하인 것으로 추정했다.[41] 그러나 활성단층 보고서(2012)에서는 항공사진을 재검토하고 마동 2N단층이 185~130 ka에 형성된 하안단구의 고위면을 절단하고 있으며 마동 2N단층의 변위율을 0.05~0.08mm/yr로 계산하였다.[1]
- 마동 2S단층은 마동 2N단층의 노두로부터 방위각 163°방향으로 약 230 m 지점(N 35°47'32.53", E 129°19'5.85")에 위치하며 윤순옥과 황상일(1999)에 의해 최초로 마동 탑골 북쪽의 역단층 노두로 소개되었다. 역단층 파쇄대가 확인된 이 단층은 동-서 방향의 소하천에 의해 노출되어 있으며 이 단층이 자르고 있는 하안단구는 개석(開析)을 많이 받아 단층애를 확인할 수 없고 변위량도 측정할 수 없었다.[39] 단층의 주향은 북서 18, 19, 25, 50, 35°, 경사는 북동 68, 51, 56, 52, 45°으로 보고되어 있다. 두께 30 cm의 단층비지대로부터 측정한 ESR 연대는 640±180 ka이다.[40][1]

### 탑골 단층
탑골 단층은 경주시 마동 탑골 마을 동단 하상(N 35°47'34.41", E 129°19'28.56")의 단층으로 화강암과 제4기층에 4조의 단층이 하나의 단층대를 형성한다. 이중 하천의 남쪽 사면에서 관찰된 불국사 화강암과 제4기 사이의 단층의 주향은 북서 4°에 동쪽으로 42°경사하며 동측의 화강암이 서측의 제4기층을 올라타고 있다.

### 진현 단층
진현 단층은 불국사가 있는 경주시 진현동의 하안단구 산사면에 2조가 드러나 있으며 규모가 크고 윤순옥과 황상일(1999)에 의해 처음 그리고 먼저 발견된 단층을 진현 1단층, 규모가 작고 나중인 2008년 발견된 단층을 진현 2단층이라 한다.
- 진현 1단층은 불국사 남쪽(N 35°46'58.78", E 129°19'54.37")에 위치하며 중위면의 하안단구를 자르는 단층의 동측에는 화강암이, 서측에는 제4기 퇴적층이 접하고 있고 동측의 상반이 서측의 하반 위를 밀고 올라간 역단층이다.[39] 중위면의 하안단구는 경사가 급하나 단층애는 관찰되지 않았다. 단층의 주향과 경사는 대체로 남-북에 수직이나 단층면의 위치에 따라 주향과 경사가 다르다. 중위면 하안단구의 형성시기는 60~75 ka로 추정되고 단층 상반에서 부정합면까지의 높이로 진현 1단층의 수직변위를 최소 10 m 내외로 가정하면 이 단층의 수직변위율은 0.09~0.16mm/yr로 계산된다. 제4기 퇴적층의 OSL 연대는 55~60 ka이며 최상부 층준에 있는 유기물의 탄소-14 연대는 약 4.6 ka이다.[1]
- 진현 2단층은 진현 1단층에서 방위각 30°방향으로 북동쪽 약 38 m 지점(N 35°46'60.00", E 129°19'54.94")에 위치한다. 이곳에는 두 조의 기반암 단층이 관찰되는데 이중 하나는 제4기 퇴적층을 절단한다. 단층의 주향과 경사는 기반암에서 북서 30°및 북동 84°이며 퇴적층을 통과하면서 북서 26°및 북동 76°로 굴절된다. 부정합면을 기준으로 수직변위는 약 50~70 cm이며 단층 운동의 변위는 약 70 cm이다. 제4기 퇴적층의 OSL 연대측정값은 48±3 ka, 50±4 ka, 35±2 ka, 37±3 ka이다.[1]

### 진티 단층
진티 단층은 경주시 진현동 푸르뫼 마을(N 35°46'52.76", E 129°20'20.00")에 위치하며 윤순옥과 황상일(1999)에 의해 처음 보고되었다. 중위면 하안단구를 절단하는 단층 동측에는 하성 역층과 화강암 그리고 이를 관입하는 암맥이 있으며 서측에는 하성역층이 발달한다. 이 단층은 제4기 역층을 화강암과 제4기 퇴적층이 충상하는 충상단층이다. 화강섬록암과 암맥은 심하게 파쇄되어 있어 이미 제4기 단층운동 이전에 대규모 기반암 단층이 발달하였음을 지시하고 있다. 단층의 경사는 고각으로 발달하나 지표로 향하면서 경사각이 점점 완만해져 단층면은 위로 향해 볼록하다. 단층의 주향과 경사는 남-북/동 35°그리고 북서 5°/북동 32°이다. 제4기층에 대한 OSL 연대측정값은 20.9±0.9 ka, 23.6±0.9 ka, 22.6±1.0 ka, 56±2 ka, 6.8±1.5 ka, 6.6±0.6 ka, 9.7±2.7 ka이다.

### 신계 단층
신계 단층은 경주시 외동읍 신계리 웃마을의 동측 계곡/공증곡마을에서 동쪽으로 약 400 m 지점의 계곡 하상(N 35°46'39.2", E 129°20'22.2")에 드러나 있다. 신계 단층의 하반에는 제4기 하성역층이 있고 상반에는 심하게 풍화된 제3기 초의 조립화강암과 이를 관입한 폭 1 m의 염기성암맥 그리고 제4기 하성역층이 있으며 기반암인 화강암이 제4기 하성역층을 충상하고 있다. 단층의 주향는 북서 30°, 경사는 북동 35~20°이며 남쪽 계곡 사면의 단층 노두에서 소규모 분기 단층들이 발견된다. 신계 단층에서 관찰되는 단층들의 기하에 근거하여 이 단층은 상반 서향운동, 주향 이동성 운동 후 다시 상반 서향의 역단층 운동을 한 것으로 해석된다. 단층 하반 단층비지의 ESR 연대측정값은 1,600±230 ka 및 3,000 ka 이상이다.

### 괘릉(감산사) 단층
괘릉 단층 또는 감산사 단층은 경주시 외동읍 괘릉리의 감산사(외동읍 앞등길 117-20) 북동쪽 하상(N 35°46'01.7, E 129°20'16.2")에서 처음 발견되었으며 불국사 화강암이 제4기 지층을 충상하고 있다. 감산사 북쪽 노두에서는 3개 이상의 단층이 확인되는데, 장태우(2001)는 단층의 주향을 북동 60°인 것으로, 최원학(2003)과 기원서 외(2009)에서는 북동 30°로 기재하였다. 단층비지에 대한 ESR 연대측정 결과는 240±20 ka, 320±20 ka, 370±20 ka, 320±20 ka, 300±10 ka으로 20~40만년 전에 단층이 여러 번 활동하였음을 지시한다.

### 말방 단층
말방 단층은 경주시 외동읍 활성리와 말방리 말방저수지(사곡저수지), 개곡리 일대에 발달한 일련의 제4기 단층들로 오카다 외(1995)에 의해 최초로 보고되었으며 울산 단층과 평행하게 발달하는 제4기 역단층이다. 당시 울산 단층의 일부로 기재되었으나 각각의 노두는 '말방 단층'과 '개곡 4단층'(G-4, 또는 '개곡 3단층')으로 불려왔다.
- 말방 단층 M-1 및 M-2, M-7 지점(N 35°44'50.66, E 129°20'13.30", 사곡저수지 북측)에는 화강암을 기반으로 제4기 지층이 발달하며 야외 노두인 M-1 지점과 트렌치 조사로 확인된 M-2, M-7 지점의 노두를 바탕으로 구한 말방 단층의 주향은 북서 25°이다. 야외에서 직접 측정한 단층의 주향은 북서 30°, 경사는 북동 44°이다.[46] 2010년 말방 단층이 있는 사곡 저수지 북쪽에서 트렌치 조사를 실시하였으며 상위의 모래층에서 구한 OSL 연대는 53.1±4.9 및 58.7±4.4 ka이다. 단층비지에 대한 ESR 연대는 160±30 ka, 180±60 ka, 500±70 ka, 180±5 ka, 210±10 ka이다.[40] 저온층을 변형시킨 점을 고려할 때 최후기 단층운동은 23,000년 이후에 일어났을 것으로 추정된다.[1]
- 말방 단층 M-3 지점 또는 활성리 단층(N 35°45'17.91", E 129°20'12.97")은 말방 단층의 북쪽 연장으로 해석된다. 단층의 주향은 북동 22°, 경사는 남동 32°이며 역단층과 정단층 모두가 나타난다. 단층비지의 ESR 연대측정 결과 최후기의 단층운동은 30만년 전(>300 ka)이며 토탄층 시료의 탄소-14 연대측정값은 44.29±0.72 및 32.51±0.26 ka이다.[42][1]
- 말방 단층 M-5 지점(N 35°45'10.67", E 129°20'11.31")에서는 화강암이 제4기층을 충상한 2개의 역단층이 확인되며 단층비지의 발달이 현저하다.[1]
- 말방 단층 G-4 지점(N 35°44'30.7", E 129°20'31.8")은 개곡리 개곡저수지 북쪽 사면에 위치하며 화강암이 제4기 지층을 충상하고 있다. 단층의 주향은 북서 26°, 경사는 북동 40°이며 동쪽 지괴가 충상한 역단층이다. 퇴적층에 포함된 탄질물에 대한 탄소-14 연대측정값은 2,410±80 및 730±90 yr BP으로 2,500년 전보다 젊은 것으로 규명되었다.[1]
- 박기웅 외(2022)는 기존의 연구 결과를 바탕으로 말방 단층 일대의 지형을 분석하고 지표지질조사를 통해 단층에 의한 지형 기복이 관찰되는 지점에서 제4기 단층활동을 확인하였다. 이 지점에서의 단층들은 모두 상이한 특성을 보여 동일한 단층이기보다는 저각의 스러스트 단층들이 연속적으로 발달하는 인편상구조(imbrication)에 의해 발달한 별개의 가지 단층으로 해석하였다.[47]

### 사곡지 단층
사곡지 단층(S-1 및 S-2 : N 35°44'50.85", E 129°20'14.16", S-3 : N 35°44'48.53", E 129°20'16.33")은 경주시 외동읍 말방리 사곡저수지(말방저수지) 북쪽에 위치하며 말방 단층에서 분기된 단층으로 보인다. 사곡지 단층의 북쪽 연장은 확인되지 않았으나 말방 단층 연장선으로 합쳐질 것으로 보인다. 사곡지 일대의 시추결과 작성된 지질단면도를 해석한 결과 두 번의 단층작용이 있었을 것으로 추정되며 총 변위량은 5~7 m로 산정되었다.

### 절골 단층
절골 단층은 경주시 외동읍 말방리 사곡저수지(말방저수지) 북쪽 사면에 위치하며 기반암인 화강암과 제4기층으로 구성된다.
- 절골 1, 2지점(N 35°44'53.09", E 129°20'17.86") 단층의 주향은 북서 20°, 경사는 북동 43°이며 절골 단층의 총 변위는 4~5 m로 산정되었다.[46][1]
- 절골 3단층은 사곡저수지 남쪽 골짜기(N 35°44'42.58", E 129°20'21.17")에 위치하며 2조의 역단층은 각각 북동 14°, 남동 42°및 북서 8°, 북동 28°의 주향과 경사를 보인다.[1]
- 절골 4단층은 외동읍 개곡리 개곡저수지 북쪽(N 35°44'30.7", E 129°20'31.8")에 위치하며 고제3기 화강암과 제4기 퇴적층으로 구성된다. 개곡지 북쪽에서 3개의 단층 노두가 발견되었는데 남서에서 북동 방향으로 각각 말방 단층의 G4와 두 단층 사이에서 듀플렉스로 발달하는 G9 그리고 절골 단층의 J4 노두에 해당한다. 단층의 경사는 비교적 고각도이며 도랑 남쪽 노두에서는 제4기 역층을 화강암이 충상한 것으로 해석된다. 말방 단층과 절골 단층은 거의 이웃한 지점에서 노두가 확인된다.[1]

### 개곡 단층
개곡 단층은 울산 단층 중앙부 경주시 외동읍 개곡리에 분포하는 단층이다. 8곳의 지점에서 제4기 하성역층이 단층을 경계로 제4기 역층과 접하고 있어 남서쪽에서 북동쪽으로 가면서 개곡 1~8단층으로 구분된다. 이들은 수백 m 이내의 간격으로 반복되어 나타나는 단층의 군집체이며, 단일 단층이 아닌 다수의 단층들로 발달한다.
- 개곡 1단층은 개곡리의 마을 앞 주차장에서 동측으로 약 100 m 거리의 하천가(N 35°44'02.1", E 129°20'03.1")에 위치한다. 주향 북서 8°, 경사 남서 88°의 역단층을 경계로 동측에는 불국사 화강암이, 서측에는 제4기 퇴적층이 있으며 단층의 동측 지괴가 상승하여 있다. 간이 트렌치조사 결과 이 단층으로부터 동쪽으로 30 m 지점에서 제4기 퇴적층을 절단하는 단층노두가 발견되었다. 이 단층은 2003년 11월 전력연구원 주관 한일공동연구팀에 의해 실시된 조사에서 확인된 곳으로 동측의 화강암과 서측의 제4기층 사이에 역단층으로 발달한다. 이 제4기 퇴적층의 연대측정 결과로 이 단층은 3만년 이후 최소한 2~3회의 반복적인 단층 운동이 있었으며 재발주기는 평균 약 1만년으로 평가되었다.[1]
- 개곡 2단층은 개곡리의 마을 앞 주차장에서 북동쪽으로 약 600 m 지점의 하상과 도로변(N 35°44'16.34", E 129°20'14.03")에 발달한다. 제4기 역층을 끝까지 절단하는 단층의 주향은 북서 2°이며 경사는 서쪽으로 82°이다. 단층면을 따른 운동은 동측 지괴가 상승한 좌수향 주향이동을 보인다. 제4기 단층 노두 부근에 발달하는 거의 남-북 방향의 기반암 단층은 역단층 운동을 지시한다.[14][1]
- 개곡 3단층은 개곡리 북동단의 주차장에서 북동으로 약 850 m 지점의 댐 공사 현장(N 35°44'20.7", E 129°20'24.8")에 발달한다. 단층의 주향은 북동 30°, 경사는 남동 65°이며 단층의 상반인 화강암과 이를 부정합으로 덮는 역층이 서측의 화강암과 이를 덮는 역층을 외견상 2 m의 변위로 올라탄 역단층 관계를 보인다. 이 단층의 남쪽 약 50 m 지점에는 주향 북동 15°, 경사 남동 70°의 단층을 경계로 남서측의 화강암과 염기성 암맥이, 북동측의 역층과 접한다.[14][1]
- 개곡 4단층은 개곡리의 마을 앞 주차장에서 북동쪽으로 약 1.3 km 지점으로 성지못 서측 약 250 m 계곡의 하천변(N 35°44'32.40", E 129°20'36.19")에 발달한다. 단층에 의해 동측의 파쇄된 화강암이 서측의 제4기층 위에 놓여 있으며 단층의 주향은 북서 30~45°, 경사는 북동 38~48°이다. 이 단층은 단순히 제4기의 역단층으로 말방 단층의 남부 연장으로 해석된 바 있다.[9] 단층과 화강암 위를 부정합으로 덮는 퇴적층 내 탄질물의 탄소-14 연대는 2,410±80 및 730±90 yr BP로 측정되었다.[1]
- 개곡 5단층은 개곡리의 옥정암 동쪽 약 100 m 지점이자 개곡 2단층으로부터 남쪽으로 약 100 m 지점인 개곡리 댐공사장 진입로변(N 35°44'11.9", E 129°20'12.6")에 위치한다. 단층의 주향은 북동 25~40°, 경사는 남동 55~60°이며 단층을 따른 추정 변위는 최소 4 m이다.[14][1]
- 개곡 6단층은 개곡리 마을 앞 주차장에서 남남동쪽 약 1,500 m 지점(N 35°43'45.4", E 129°20'10.7")에 발달한 단층으로, 논 근처의 사면과 공장부지 조성으로 나타난 노두에 드러나 있다. 북쪽 단면에서는 4조의 역단층이 관찰되며 이중 2조는 하부에서 하나의 단층면으로 합쳐진다. 동쪽의 3조는 서측의 화강암이 동측 역층을 올라타고 있으나 서쪽의 단층은 제4기 역층이 화강암 위로 올라타고 있다. 동에서 서로 가면서 이들 단층의 주향은 북서 30°→북서 22°→북서 24°→북동 7°로 변하며 경사는 서쪽으로 기울어 있으나 80°→60°→55°→45°로 경사가 감소한다. 그리고 각 단층면은 대체로 상부로 가면서 저각으로 변한다. 중앙부 단면에서는 동쪽의 제4기 역층을 서쪽의 화강암과 암맥이 올라타고 있다. 남쪽 단면에서는 거의 수직에 가까운 단면을 보인다.
- 개곡 7단층은 개곡리 북동쪽에 건설된 댐의 진입도로 절개사면(N 35°44'14.70", E 129°20'15.52")에 발달하며 단층의 주향은 북동 22°고 동쪽으로 86°기울어 있다. 단층을 경계로 서측에는 화강암이 동측에는 제4기 퇴적층이 분포한다.
- 개곡 8단층은 개곡리 북동쪽에 건설된 댐의 일주도로 절개사면(N 35°44'24.0", E 129°20'29.9")에서 불국사 화강암과 제4기 선상지 퇴적층 사이에 발달하는 주향 이동 단층이다. 단층의 주향은 북서 18°, 경사는 북동 88°로 단층을 경계로 서측에 기반암인 화강암이, 동측에 제4기층이 분포한다.

### 외동 단층
외동 단층은 경주시 외동읍 입실리에서 양북면 범곡리 인근 지역까지 북동 10°의 주향과 서북서/동남동 75~80°의 경사를 보이며 10 km 이상 연장되며 3개의 분절을 보인다. 구체적으로는
- 외동 단층 분절단위 1 : 입실리에 동-서 방향으로 발달한 입실천 계곡 남쪽의 주택단지 절개사면 지점(N 35°43'13.65", E 129°20'35.45")
- 외동 단층 분절단위 2 : 우영산업 경주공장 부지 내 북쪽 절개사면(N 35°43'39.48", E 129°20'47.48", 외남로 1704-117) - 개곡리 마을 동쪽 공동묘지 사유지 고개(N35°44'3.22",  E129°21'1.56") - 개곡리 농업용 저수댐 동쪽 계곡 변곡점 인근 지점(N35°44'29.70", E 129°21'0.53") - 북북동 연장능선 인근 지점 2곳(N 35°44'56.01", E 129°21'10.51"- N 35°45'22.32", E 129°21'21.68")
- 외동 단층 분절단위 3 : 불국사-토함산 자연휴양림 넘어가는 능선상의 도로변 토함산목장 서쪽 지점(N 35°45'33.78",  E 129°21'22.03") - 구 해인사 남쪽 논 동쪽변 지점(N 35°45'53.81", E 129°21'25.99") - 인접 북쪽 계곡 농가 사면붕괴 지점(N 35°46'9.61", E 129°21'33.68") - 양북면 범곡리 계곡(N 35°46'30.78", E 129°21'40.94" - N 35°46'52.63", E 129°21'48.61") - 양북면 범곡리 서쪽 계곡 변곡점 인근지점(N 35°47'29.40", E 129°22'06.87")

### 탑번디기 단층
탑번디기 단층(Tap Terrace Fault)은 2009년 경주시 외동읍 개곡리의 택지개발로 드러난 절토사면과 양남터널 건설현장에서 발견된 제4기 단층이다. 말방리 주민들은 노두가 발견된 숭복사지 일대를 '탑번디기'라 부르며 '번디기'는 버덩(terrace)의 방언으로 영어로는 Pagoda Terrace에 해당된다. 활성단층 보고서(2012)에서는 주민들의 지형학적인 인식을 존중하여 이 단층을 탑번디기단층(Tap Terrace Fault)으로 명명하였다.
- 탑번디기 1단층은 말방리 남쪽의 주택개발지의 택지공사로 드러난 제4기층 절토사면(N 35°44'38.53", E 129°20'00.26")에 위치한다. 역단층으로 추정되는 단층의 주향은 북서 10°, 경사는 북동 30°이며 주 단층을 중심으로 3개의 단층이 분기되고 합쳐지는 양상을 보인다.[1]
- 탑번디기 2단층은 동해고속도로 양남터널 건설을 위해 개설된 제4기 절토사면(N 35°44'24.85", E 129°20'03.00")에서 관찰되었으며 현재는 시멘트로 덮여 있어 관찰이 불가하다.[1]

### 입실 단층
입실 단층은 경주시 외동읍 입실리 입실천 하상에 있는 단층이다. 이 단층은 류충렬 외(1996)에 의해 최초로 알려졌으며, 남-북 주향에 (북)동쪽으로 75°경사한다. 동쪽 지괴인 상반에는 제3기초의 안산암과 제4기 퇴적층이, 서쪽 지괴인 하반에는 화강암과 제4기층이 놓인다. 이 단층은 화강암과 안산암질암의 경계부에 있었던 기존의 주향 이동 단층이 제4기에 역단층으로 재활성된 특성을 보인다. 류충렬 외는 압쇄대 발달→주향 이동 운동→동측의 제4기 퇴적층이 5 m 상승한 역단층 운동→동측이 하강한 좌향이동 성분의 정단층운동이 있었던 것으로 해석하였다. 제4기층을 절단하지 못한 단층비지의 ESR 연대측정값은 2,737±877 ka, 1,953±107 ka, 1,375±126 ka이며, 단구퇴적층의 OSL 연대는 52~70 ka, 탄소-14 연대는 27,000 및 39,100±2,000 yr BP로 측정되었다. 이들을 종합하면 제4기 동안 6회 정도의 단층 운동이 있었던 것으로 분석된다.

### 원원사 단층
원원사 단층(遠願寺 斷層)은 신라 시대의 절 원원사(遠願寺) 사찰 입구 동쪽의 계곡에서 확인된 단층이다. 현재까지의 연구를 통해 2개 지점의 단층 노두가 확인되었으며 김태형 외(2021)는 원원사 단층 제2지점을 조사하고 3,600년 전에 단층 활동이 있었던 것으로 해석하였다.
- 이기화와 슈바르츠(2001)는 원원사 단층의 주향이 북동 51°, 경사가 북서 14°인 것으로 보고했으며 단층비지에 대한 ESR 연대측정값은 130±10 ka, 200±30 ka, 230±60 ka, 400±20 ka, 460±50 ka, 480±20 ka, 710±50 ka, >3,000 ka로 나타났다.[50]]
- 양주석(2005)에 의하면 원원사 입구에서 70 m 떨어진 계곡에 위치한 노두는 중생대 화강암 위에 제4기층이 있고 그 위로 화강암이 충상되어 있으며 단층면의 주향/경사는 남-북/서 14°에서 북동 51°/북서 14°로 저각의 경사를 가져 주향의 변화가 심하다. ESR 연대측정값은 130±10ka, 200±30 ka, 400±20 ka, 460±50 ka, 230±60 ka, 710±50 ka, 480±30 ka이다.[40]
- 활성단층 보고서(2012)에서는 입실 단층에서 남쪽으로 약 3 km, 외동읍 모화리의 원원사 사찰 입구에서 약 70 m 떨어진 계곡(N 35°41'50.5", E 129°21'02.8")에서 단층의 노두를 확인하였다. 단층의 주향은 북서 16°, 경사는 남서 52°이며 역단층이다. 제4기 퇴적층에 대한 OSL 연대측정 결과는 34±2 ka와 33±2 ka이며 제4기 퇴적층 내 목탄에 대한 탄소-14 연대측정 결과는 33,270±230 yr BP이다.[1]
- 김태형 외(2021)는 원원사 단층 제2지점을 조사하고 절단된 제4기층의 OSL 및 베릴륨-10을 이용한 연대를 측정하였다. 원원사 단층 제2지점은 기반암인 흑운모 화강암을 안산암질의 암맥이 관입하며 제4기 하안단구 퇴적층이 이들을 덮는다. 우수향-역이동성 감각을 보이는 단층의 겉보기 수직변위는 기반암과 제4기층 부정합면을 기준으로 약 42 cm 이나 단층조선과 단층면의 각도 관계를 이용해 계산한 실변위 값은 46.4 cm이다. OSL 연대측정값은 상반의 퇴적층에서 6.9±0.6 ka와 5.6±0.8 ka, 하반의 퇴적층에서 3.6±0.3 ka와 3.6±0.4 ka이며 우주선유발 동위원소인 베릴륨-10을 활용한 지형면의 노출연대는 8.7±0.3 kyr 및 9.08±0.3 kyr으로 측정되었다. 따라서 김태형 외는 약 3,600년 전 홀로세에 지표 파열을 수반한 단층활동이 있었을 것으로 해석하였으며 이는 지금까지 울산 단층대에서 보고된 제4기 단층활동 중 가장 젊은 활동연대이다.[21]

### 이화 단층
이화 단층(Ihwa Fault)은 울산광역시 북구 중산동 이화초등학교 30 m 북쪽의 하천 노두(N 35°39'43.4", E 129°20'40.2")에서 확인된 단층이다. 이 단층은 북동 8~18°의 주향과 74~86°의 고각의 경사를 보이며, 동측의 불국사 화강암과 서측의 제4기층 사이의 폭 7~16 cm의 염기성 암맥의 경계면을 따라 단층 운동이 일어난 것으로 보인다. 최대 50 cm 폭의 단층비지에 대한 유의미한 ESR 연대측정값은 660±50 ka 및 1,300±100 ka이다.

### 매곡동 지점
울산광역시 북구 매곡동 일대의 산업단지 조성공사로 기반암의 노두가 드러났으며 2개 지점에서 단층대가 확인되었다. 첫 번째 지점은 매곡일반산업단지의 남부에 조성 중인 새로운 산업단지 부지에 드러난 사면으로 백악기 퇴적암 내에 소규모 단층들이 다수 발달하며 백악기 퇴적암의 서측 경계부에는 퇴적암과 확실히 구분되는 흑색의 이암이 단층으로 접하고 있다. 이 지점은 대규모 단층의 단층손상대로 해석된다. 두 번째 지점은 매곡일반산업단지의 북부로 기반암이 아닌 화강암 암편으로 구성된 미고결 퇴적층이다. 이곳에는 두 조의 단층이 거의 수평에 가까운 저각으로 발달하며 단층비지대 내에서 채취된 유기물 시료에 대한 방사성 탄소연대 측정 결과는 33,275±355 cal yr BP이다. 특히 이들 단층은 대부분 동측으로 경사져 있는 울산 단층대의 다른 제4기 단층들과는 달리 북서측으로 경사하고 있는데 이는 울산단층의 반향 역단층(back thrust)으로 해석된다.

### 화정 단층
화정 단층은 울산광역시 북구 농소2동 화정마을(N 35°39'34.4", E 129°20'26.2")에 위치한다. 이곳에는 20°경사져 있는 선상지성의 지형으로 단층애가 형성되어 있다. 이 단층애를 따라서 2002, 2003년 트렌치 조사를 실시하였다. 트렌치를 통과하는 지형 단면도에서 단층애의 낙차는 2, 3 m이다. 탄소-14 연대측정값은 14,270±90 ka, 16,880±90 ka, 17,430±100 ka, 19,610±110 ka, 20,650±110 ka, 28,210±170 ka 및 1,760±40 ka이다.

### 차일 단층
차일 단층은 울산광역시 북구 창평동의 원지저수지로부터 약 100 m 서쪽(N 35°37'17.5", E 129°22'10.8")에 위치한다. 이 단층은 손문 외(2001)에 의하여 처음 보고되었으며, 단층의 주향은 북서 11°, 경사는 북동 22°이며 단층비지대를 따라 동측의 상반이 서쪽으로 최소 2 m 이상 충상되었다. 이 단층은 수 mm~수십 cm의 변위를 보이며 15~60°북동 내지 남동 방향으로 경사진 단층들로 분기된다. 지층은 단층 인접부에서 거의 수직의 층리를 보이나 서쪽으로 갈수록 완만해져 약 250 m 서쪽의 노두에서는 거의 수평의 층리를 가지며 이는 역단층 운동에 의해 끌림습곡 운동을 겪었음을 지시한다. 차일 단층의 단층비지대가 1cm 에 불과함을 감안한다면 끌림 습곡은 차일단층 운동의 직접적인 결과이기보다는 현재 지표에 노출되지 않은 더 큰 규모의 역단층이 인근에 존재하고 있을 가능성을 암시한다. 제4기 지층에서 채취된 탄화물의 탄소-14 연대는 최후기 플라이스토세에 해당하는 47,363±12,535년으로 측정되었다.
권오상 외(2021)는 울산광역시 북구 창평동에서 활성 가능 단층에 대한 고지진학적 특성을 연구하였다. 권오상 외는 앞서 설명한 손문 외(2001)가 측정한 탄소-14 연대(47,363±12,535년)를 신뢰할 만한 자료로 보기 어렵다고 지적하며 LiDAR 지형 분석과 전기 비저항 탐사 및 굴착조사를 실시하였다. 제4기 지층의 조사로 최후기 단층운동에 의해 발생한 실제 변위는 141 cm로 산출되었으며 이를 최대변위-모멘트 지진규모의 경험식에 적용하면 발생한 지진규모(Mw)는 약 6.6로 산출된다. 역사지진기록을 바탕으로 한 1643년 울산 지진의 규모는 약 6.5 정도로 추정되기에 이 단층을 따른 지진규모에 대한 대략적인 추정이 가능하나 이 지진이 울산 단층에서의 최후기 운동과 직접 연관된 것인지는 알 수 없다.

### 울산 단층 동편의 제4기 단층 노두 목록
| 단층명                    | 좌표 | 지질                                                 | 주향                       | 경사                   | 성향                        | 변위량                        | ESR/OSL/14C 연대측정                                                                      | 비고      |
| ------------------------- | --- | ---------------------------------------------------- | -------------------------- | ---------------------- | --------------------------- | ----------------------------- | ----------------------------------------------------------------------------------------- | --------- |
| 갈곡 K1단층               | 북위 35° 53′ 26.7″ 동경 129° 17′ 19.5″ / 북위 35.890750° 동경 129.288750°                                                                                                 | 마이오세 이암 및 제4기층                             | F1 : 북동 50° F2 : 북동 9° | 남동 70° 남동 38°      | 역단층                      | 1.8 m (남측벽) 2.4 m (북측벽) | 14C : 최저 21,440±43 yr BP                                                                |           |
| 갈곡 K2단층               | 북위 35° 53′ 36.5″ 동경 129° 17′ 25.8″ / 북위 35.893472° 동경 129.290500°                                                                                                 | 제4기층                                              | 북서 20°                   | 북동 18~40°            | 역단층                      | 최대 2.5 m                    | 14C : 최저 1,560±60 yr BP                                                                 |           |
| 치실 단층                 | 북위 35° 53′ 13.42″ 동경 129° 17′ 15.05″ / 북위 35.8870611° 동경 129.2875139°                                                                                             | 제4기층                                              | 북동 15/20°                | 북서 45/60°            | 역단층                      | 2 m                           | 14C : 최저 740±30 yr BP                                                                   |           |
| 마동 1단층                | 북위 35° 48′ 01.9″ 동경 129° 18′ 56.8″ / 북위 35.800528° 동경 129.315778°                                                                                                 | 안산암 및 퇴적암류 (상반) 제4기 미고결 퇴적층 (하반) | 남-북~북동 22°             | 남동 25~69°            | 역단층                      |                               | 단층비지 ESR : 320±30 ka, 820±90 ka                                                       |           |
| 마동 2N단층               | 북위 35° 47′ 39.60″ 동경 129° 19′ 3.13″ / 북위 35.7943333° 동경 129.3175361°                                                                                              | 화강암 및 제4기 역암                                 | 북서 22° 북서 35~40°       | 북동 64° 북동 45°      | 역단층                      | 10.5 m                        | ESR : saturated                                                                           |           |
| 마동 2S단층               | 북위 35° 47′ 32.53″ 동경 129° 19′ 5.85″ / 북위 35.7923694° 동경 129.3182917°                                                                                              | 화강암 및 제4기 역암                                 | 북서 18~25°                | 북동 50~68°            | 역단층                      | 측정불가                      | ESR : 640±180 ka                                                                          |           |
| 탑골 단층                 | 북위 35° 47′ 34.41″ 동경 129° 19′ 28.56″ / 북위 35.7928917° 동경 129.3246000°                                                                                             | 불국사 화강암, 제4기층                               | 북서 4°                    | 동 42°                 | 역단층                      | 2.4 m                         | -                                                                                         |           |
| 진현 1단층                | 북위 35° 46′ 58.78″ 동경 129° 19′ 54.37″ / 북위 35.7829944° 동경 129.3317694°                                                                                             | 화강암 및 제4기 지층                                 | 북서 5~40°                 | 남동/남서/북동         | 역단층                      | 10 m 이상                     | OSL : 221 ka (일부), 55±3 ka 14C : 4,600±70년                                             |           |
| 진현 2단층                | 북위 35° 47′ 00.00″ 동경 129° 19′ 54.94″ / 북위 35.7833333° 동경 129.3319278°                                                                                             | 화강암 및 제4기 지층                                 | 북서 26~30°                | 북동 76~84°            | 역단층                      | 70 cm                         | OSL : 최저 35±2 ka                                                                        |           |
| 진티 단층                 | 북위 35° 46′ 52.76″ 동경 129° 20′ 20.00″ / 북위 35.7813222° 동경 129.3388889°                                                                                             | 화강섬록암, 암맥, 제4기층                            | 남-북~북서 5°              | 동 35°/북동 32°        | 충상단층                    |                               | 단층비지 ESR : 2~3 Ma OSL : 최저 6.6±0.6 ka                                               |           |
| 신계 단층                 | 북위 35° 46′ 39.2″ 동경 129° 20′ 22.2″ / 북위 35.777556° 동경 129.339500°                                                                                                 | 제3기 화강암, 염기성암맥, 제4기층                    | 북서 30°                   | 북동 20~35°            | 역단층                      |                               | 단층비지 ESR : 최저 1600±230 ka                                                           |           |
| 괘릉 단층                 | 북위 35° 46′ 01.7″ 동경 129° 20′ 16.2″ / 북위 35.767139° 동경 129.337833°                                                                                                 | 불국사 화강암 및 제4기층                             | 북동 22~60°                | 남동 30°               | 역단층                      |                               | 단층비지 ESR : 최저 240±20 ka                                                             |           |
| 말방 M1단층               | 북위 35° 44′ 50.66″ 동경 129° 20′ 13.30″ / 북위 35.7474056° 동경 129.3370278°                                                                                             | 화강암 및 제4기층                                    | 북서 51~70°                | 북동 40~44°            | 역단층                      | 115-130 m 25-40 m             | 단층비지 ESR : 최저 160±30 ka OSL : 53.1±4.9 ka, 58.7±4.4 ka                              |           |
| 활성리 단층 (말방 M3단층) | 북위 35° 45′ 17.91″ 동경 129° 20′ 12.97″ / 북위 35.7549750° 동경 129.3369361°                                                                                             | 고제3기 화강암                                       | 북동 22°                   | 남동 32°               | 역단층                      |                               | 단층비지 ESR : 300 ka 전 토탄층 14C : 44.29±0.72 ka, 32.51±0.26 ka                        |           |
| 말방 M5단층               | 북위 35° 45′ 10.67″ 동경 129° 20′ 11.31″ / 북위 35.7529639° 동경 129.3364750°                                                                                             | 화강암                                               | 북서 18/25°                | 북동 42/30°            | 역단층                      | >1.0 m                        | -                                                                                         |           |
| 말방 G4 단층              | 북위 35° 44′ 30.7″ 동경 129° 20′ 31.8″ / 북위 35.741861° 동경 129.342167°                                                                                                 | 고제3기 화강암 및 제4기층                            | 북서 26°                   | 북동 40°               | 역단층                      |                               | 탄질물 14C : 2,410±80 yr BP, 730±90 yr BP                                                 |           |
| 사곡지 단층               | 북위 35° 44′ 50.85″ 동경 129° 20′ 14.16″ / 북위 35.7474583° 동경 129.3372667° (S1, S2) 북위 35° 44′ 48.53″ 동경 129° 20′ 16.33″ / 북위 35.7468139° 동경 129.3378694° (S3) | 화강암 및 제4기층                                    | 북서 28/10° 북서 05°       | 북동 61/62° 북동 9~38° | 역단층                      | 5~7 m 3 m 이상                | -                                                                                         |           |
| 절골 1,2단층              | 북위 35° 44′ 53.09″ 동경 129° 20′ 17.86″ / 북위 35.7480806° 동경 129.3382944°                                                                                             | 고제3기 화강암 및 제4기층                            | 북서 20°                   | 북동 43°               | 역단층                      | 4~5 m                         | -                                                                                         |           |
| 절골 3단층                | 북위 35° 44′ 42.58″ 동경 129° 20′ 21.17″ / 북위 35.7451611° 동경 129.3392139°                                                                                             | 고제3기 화강암 및 제4기층                            | 북서 14° 북서 8°           | 남동 42° 북동 28°      | 역단층                      | >0.5 m                        | -                                                                                         |           |
| 절골 4단층                | 북위 35° 44′ 30.7″ 동경 129° 20′ 31.8″ / 북위 35.741861° 동경 129.342167°                                                                                                 | 고제3기 화강암 및 제4기층                            | 북서 10°                   | 북동 80°               | 역단층                      | >0.5 m                        | -                                                                                         |           |
| 개곡 1단층                | 북위 35° 44′ 02.1″ 동경 129° 20′ 03.1″ / 북위 35.733917° 동경 129.334194°                                                                                                 | 불국사 화강암                                        | 북서 10°                   | 북동 80°               | 좌수향 주향이동 및 역단층   | 1.5 m                         | 단층비지 Kr-Ar : 최저 34.9±0.9 Ma 단층비지 Rb-Sr : 최저 40±6 Ma 14C : 최저 2,290±40 yr BP |           |
| 개곡 2단층                | 북위 35° 44′ 16.34″ 동경 129° 20′ 14.03″ / 북위 35.7378722° 동경 129.3372306°                                                                                             | 불국사 화강암, 염기성 암맥                           | 북서 2°                    | 서 80°                 | 좌수향 주향이동             | >0.8 m                        | K-Ar : 최저 9 Ma                                                                          |           |
| 개곡 3단층                | 북위 35° 44′ 20.7″ 동경 129° 20′ 24.8″ / 북위 35.739083° 동경 129.340222°                                                                                                 | 화강암, 염기성 암맥                                  | 북동 30° 북동 15°          | 남동 65° 남동 70°      | 주향이동, 역단층            | >1.5 m                        | K-Ar : 최저 9 Ma                                                                          |           |
| 개곡 4단층                | 북위 35° 44′ 32.40″ 동경 129° 20′ 36.19″ / 북위 35.7423333° 동경 129.3433861°                                                                                             | 화강암, 제4기층                                      | 북서 35°                   | 북동 42°               | 좌수향 주향이동 수반 역단층 | >4 m                          | 14C : 최저 0.73 ka                                                                        |           |
| 개곡 5단층                | 북위 35° 44′ 11.9″ 동경 129° 20′ 12.6″ / 북위 35.736639° 동경 129.336833°                                                                                                 | 화강암, 제4기층                                      | 북동 25~40°                | 남동 55~60°            | 역단층                      | >4 m                          | -                                                                                         |           |
| 개곡 6단층                | 북위 35° 43′ 45.4″ 동경 129° 20′ 10.7″ / 북위 35.729278° 동경 129.336306°                                                                                                 | 화강암, 염기성 암맥                                  | 북동 22° 북동 02°          | 서 60° 서 77°          | 우수향 주향이동 및 역단층   | >3 m                          | -                                                                                         |           |
| 개곡 7단층                | 북위 35° 44′ 14.70″ 동경 129° 20′ 15.52″ / 북위 35.7374167° 동경 129.3376444°                                                                                             | 화강암, 제4기층                                      | 북동 22°                   | 동 86°                 | 주향이동                    | 측정불가                      | -                                                                                         |           |
| 개곡 8단층                | 북위 35° 44′ 24.0″ 동경 129° 20′ 29.9″ / 북위 35.740000° 동경 129.341639°                                                                                                 | 화강암, 제4기층                                      | 북서 18°                   | 북동 88°               | 우수향 역이동               | 측정불가                      | -                                                                                         |           |
| 탑번디기 1단층            | 북위 35° 44′ 38.53″ 동경 129° 20′ 00.26″ / 북위 35.7440361° 동경 129.3334056°                                                                                             | 제4기층                                              | 북서 10°                   | 북동 30°               | 역단층                      | >0.5 m                        | -                                                                                         |           |
| 탑번디기 2단층            | 북위 35° 44′ 24.85″ 동경 129° 20′ 03.00″ / 북위 35.7402361° 동경 129.3341667°                                                                                             | 제4기층                                              | 북서 10°                   | 북동 30°               | 역단층                      |                               |                                                                                           | 관찰 불가 |
| 입실 단층                 | 북위 35° 43′ 17.67″ 동경 129° 21′ 3.99″ / 북위 35.7215750° 동경 129.3511083°                                                                                              | 안산암, 화강암, 제4기층                              | 남-북                      | 동 75°                 | 주향이동, 역단층, 정단층    | 7 m                           | 단층비지 ESR : 1,130±100~2,230±710 ka OSL : 52±4~70±39 ka 14C : 39,100±2,000 yr BP        |           |
| 원원사 단층               | 북위 35° 41′ 50.5″ 동경 129° 21′ 02.8″ / 북위 35.697361° 동경 129.350778°                                                                                                 | 백악기 화강암, 암맥, 제4기층                         | 북서 16°                   | 남서 52°               | 역단층                      | 46.4 cm                       | 단층비지 ESR : 최저 130±10 ka OSL : 최저 3.6±0.3 ka                                       |           |
| 이화 단층                 | 북위 35° 39′ 43.4″ 동경 129° 20′ 40.2″ / 북위 35.662056° 동경 129.344500°                                                                                                 | 불국사 화강암, 염기성 암맥, 제4기층                  | 북동 8~28°                 | 남동 74°               | 역단층                      | >2 m                          | 단층비지 ESR : 660±50 ka, 1,300±100 ka                                                    |           |
| 화정 단층                 | 북위 35° 39′ 34.4″ 동경 129° 20′ 26.2″ / 북위 35.659556° 동경 129.340611°                                                                                                 | 제4기층                                              |                            | 동 20°                 |                             |                               | OSL : 최저 1,760±40 ka                                                                    |           |
| 차일 단층                 | 북위 35° 37′ 17.5″ 동경 129° 22′ 10.8″ / 북위 35.621528° 동경 129.369667°                                                                                                 | 제4기층                                              | 북서 11°                   | 북동 22°               | 역단층                      | >2 m                          | 14C : 47,363±12,535 yr                                                                    |           |
|                           | |                                                      |                            |                        |                             |                               |                                                                                           |           |

## 같이 보기
- 한국의 단층
  - 양산 단층
  - 동래 단층
  - 연일구조선
- 한국의 지질
  - 울산광역시의 지질
  - 경주시의 지질
- 한국의 지진
  - 2023년 경주 지진
- 포항 분지
- 경상 분지
- 울산광역시
- 단층